# Lavelanet-de-Comminges
Lavelanet-de-Comminges is een gemeente in het Franse departement Haute-Garonne (regio Occitanie) en telt 524 inwoners (2004). De plaats maakt deel uit van het arrondissement Muret.

## Geografie
De oppervlakte van Lavelanet-de-Comminges bedraagt 13,7 km², de bevolkingsdichtheid is 38,2 inwoners per km².
De onderstaande kaart toont de ligging van Lavelanet-de-Comminges met de belangrijkste infrastructuur en aangrenzende gemeenten.

## Demografie
Onderstaande figuur toont het verloop van het inwonertal (bron: INSEE-tellingen).